# Paul Hendricks
Paul Hendricks (ur. 18 marca 1956 w Londynie) – brytyjski duchowny rzymskokatolicki, od 2006 biskup pomocniczy Southwark. 

## Życiorys
Święcenia kapłańskie przyjął 29 lipca 1984 w archidiecezji Southwark. Pracował przede wszystkim jako duszpasterz parafialny, był także m.in. wykładowcą archidiecezjalnego seminarium oraz członkiem kurialnej komisji finansowej.
28 grudnia 2005 papież Benedykt XVI mianował go biskupem pomocniczym archidiecezji ze stolicą tytularną Rossmarkaeum. Sakry udzielił mu 14 lutego 2006 Kevin McDonald, ówczesny arcybiskup metropolita Southwark. On też powierzył mu zarządzanie południowo-zachodnią częścią archidiecezji.